# هوبير بيرسون
هوبير بيرسون (بالإنجليزية: Hubert Pearson)‏ (15 مايو 1886 في المملكة المتحدة - 1 أكتوبر 1955 في المملكة المتحدة) هو لاعب كرة قدم بريطاني (وحمل سابقاً جنسية المملكة المتحدة لبريطانيا العظمى وأيرلندا) في مركز حراسة المرمى. لعب مع وست بروميتش ألبيون والرابطة الحادية عشر لكرة القدم ‏.